# Conchagüita
Conchaguita és un una illa volcànica que es troba al golf de Fonseca, a l'oceà Pacífic, a l'est d'el Salvador. Forma part del municipi Meanguera del Golfo, al departament de La Unión. Té una superfície aproximada de 8,45 km².
L'octubre de 1892 un terratrèmol va desencadenar una gran esllavissada al volcà, cosa que va fer creure que el núvol de pols resultant era una nova erupció volcànica. Aquest fet va ser desmentit per la Smithsonian Institution, que confirma que el volcà no ha tingut cap erupció des del Plistocè.
L'illa ha estat habitada des de temps prehispànics.